# Caecilia tentaculata
Caecilia tentaculata Linnaeus, 1758 è un anfibio della famiglia Caeciliidae.

## Distribuzione e habitat
La specie ha un vasto areale, che si estende in Brasile, Colombia, Ecuador, Perù, Guyana francese, Venezuela, Suriname e forse Bolivia e Guyana. Occupa vari habitat umidi, tropicali o subtropicali.